# 沖縄アリーナ

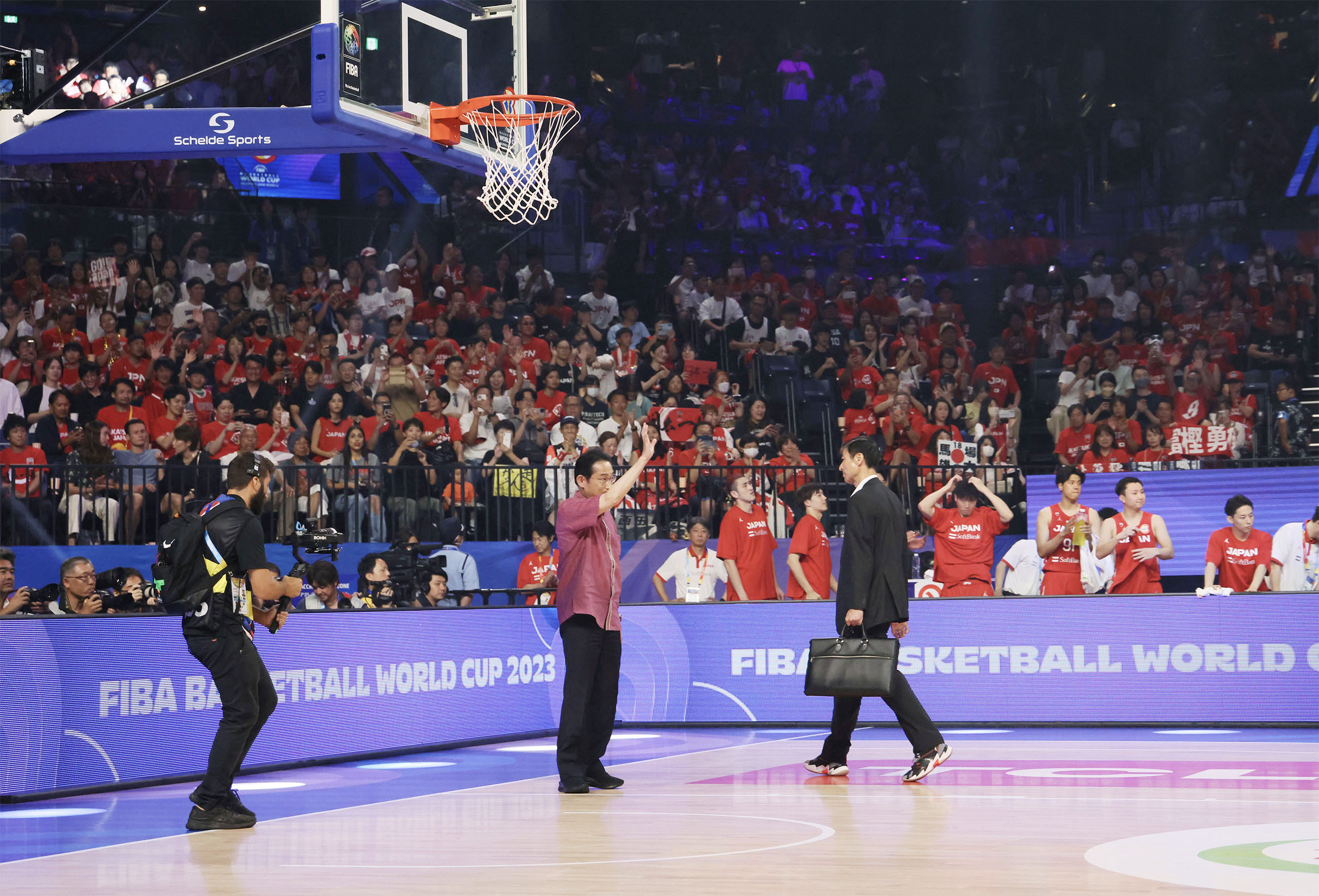
2023年FIBAバスケットボール・ワールドカップ

沖縄アリーナ（おきなわアリーナ、英: OKINAWA ARENA）は、沖縄県沖縄市のコザ運動公園（沖縄市総合運動場）にある多目的アリーナ。
命名権導入により、2025年2月1日より「沖縄サントリーアリーナ」（おきなわサントリーアリーナ、英: OKINAWA SUNTORY ARENA、略称：沖アリ）の名称が使用されている（詳細後述）。

## 概要
アリーナが建設する以前は闘牛場があり、2017年10月の「ORANGE RANGE presents テレビズナイト017 in 闘牛場 FINAL」をもって閉場。同地に1万人規模の全天候型アリーナの建設を進めることとなった。
概算事業費は、概算で本体（地上5階、鉄筋コンクリート造・一部鉄骨造・延べ面積約2万6,200平方メートル）の工事費が約135億7200万円、外構工や駐車場整備などを含むその他工事費を22億8,500万円と算出（什器備品、設計費、消費税を除く）。事業収入は年間3億3,000万円、支出も同額と想定。健全な経営が行われれば、年間4,000万円程度の指定管理料で維持できると試算している。また、経済波及効果は建設時約267億円、単年度運用時で約133億円と試算している。
琉球ゴールデンキングスのスポーツ興業を中心に、コンサートや展示会などにも対応できるようにする。また、バスや駐車場を含む交通面の整備、周辺地域や飲食・宿泊業などの付帯産業と連携を進め、経済波及効果の最大化、防災拠点としての役割も持たせる。
2023年には、フィリピン・インドネシアとの共催で開催される「2023年FIBAバスケットボール・ワールドカップ」の会場となった。

## 施設

### 構造
屋根架構は、67 mのボックストラスを柱で支持し、そのボックストラスをトラスで支持する構造である。また、トラスの軽量化も図りつつ、天井架構に特殊照明、総重量30tにもなる大型映像装置などの演出機構の構築を可能としている。

### メインアリーナ
メインアリーナは可動席を収納した場合、最長48.35 m×61.35 m、八角形で約2,600 m²のスペースを確保できる。
コンクリート床仕上げのイベントフロアは、県内最大の床面積を誇る。アリーナの天井から510インチの大型映像装置（幅11.25 m、高さ6.25 m、奥行5.5 m）が吊り下げており、試合や音楽コンサートなど、多種多様なイベントでの演出に活用できる設計になっている。
それ以外にも全長約228 mのリボンビジョンを設置。また、縦型ビジョンを2箇所設置している
また、アリーナの照明は、国際バスケットボール連盟の基準を満たす照明になっている。

#### 座席
多種多様なイベントに対応するため、観客からの近さや角度を含め、観戦環境の向上にこだわった設計になっており、八角形の外形、すり鉢状に配置されたスタンドは、沖縄アリーナのポイントになっている。
3階には「スイートルーム」、テーブル付きの観客席「テーブルシート」のほか、4階には「シアターシート」、5階にはアリーナ会場の内部と外部を見渡せる「パノラマラウンジ」を備えている。
観客席以外にも子供が遊べる「ファミリーコンコース」、そして1階、3階、4階、5階には「ロビー&ラウンジ」を設けている。

### 付帯施設
2021年4月11日、アリーナのビルディングゾーンに、琉球ゴールデンキングスのグッズなどを扱う「沖縄アリーナショップ」をオープン。2023年5月3日には、同じくビルディングゾーンに、キングスの歴史やアリーナの魅力を感じられる「沖縄アリーナカフェ」をオープンした。
このほかにも床面積約860 m²のサブアリーナやコンコースも配置しており、災害時にはアリーナ全体で県の広域物資拠点（一次拠点）の役割も果たすことになる。

## 沿革

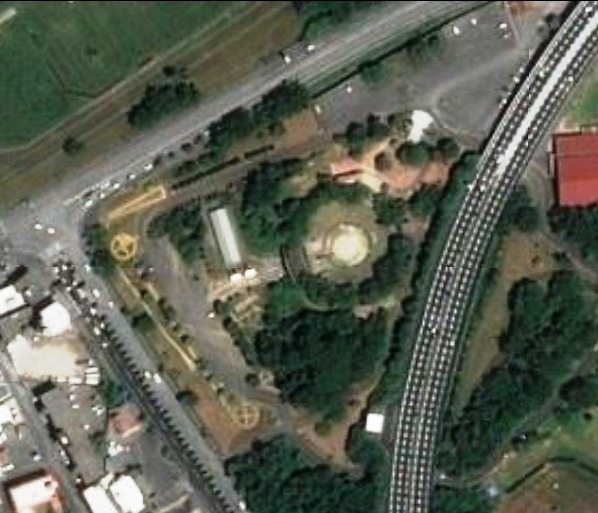
沖縄アリーナの建設予定地

2016年9月15日、沖縄市は「（仮称）沖縄市多目的アリーナ施設等整備全体計画調査業務報告書」を公表。同地に1万人規模のアリーナ施設の建設を進めることになった。2016年度中に実施設計を終え、当初は17年末に本体工事に着工し、2020年度にオープンする予定であった。

### 2018年

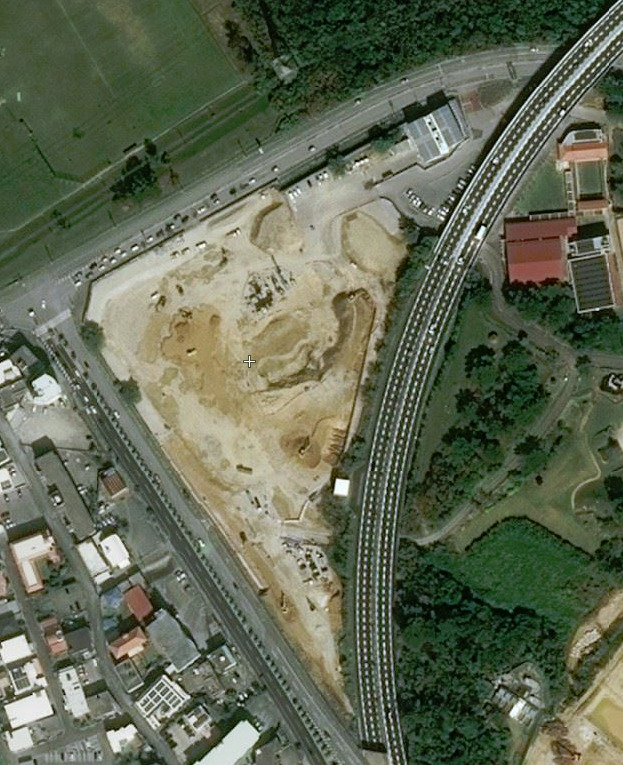
2018年時点での建設前の状況

9月25日起工。施設は、米軍再編事業の進展に応じて支給される「再編推進事業補助金」などを活用する。メインアリーナとサブアリーナ、多目的室を設け、2020年9月の工事完了を目指している。天候に左右されない沖縄県内初の「全天候型大規模アリーナ」として、スポーツやコンサートなどのエンターテイメント事業の開催を見込む。

### 2019年
7月10日、琉球ゴールデンキングスを運営する、沖縄バスケットボール株式会社のグループ会社「沖縄アリーナ株式会社」が、アリーナの指定管理者の候補者として決定、指定管理期間は2019年10月1日から2025年3月31日までの5年6か月。。また同日、琉球ゴールデンキングスはエイベックスとの業務提携の合意を発表。アリーナエンタテインメントにおける取り組みが進められることになる。
9月6日、2021年のB.LEAGUE ALL-STAR GAMEの開催を発表した。

### 2020年
2月18日、沖縄市から、自然災害の発生による工期延長により、実施予定日までの竣工の確約が難しいことから、2021年に予定していたオールスターゲームの開催を、2022年に延期することを発表した。着工した2018年8月ごろには廃棄物混じり土が見つかり、2019年1月には環境基準値の5倍を上回る六価クロムが検出。さらに同年に発生した台風の影響により、アリーナ建設が遅延されていた。
5月11日、FIBA（国際バスケットボール連盟）は「2023年FIBAバスケットボール・ワールドカップ」の日程を発表した。アリーナでは、8カ国で構成される1グループの予選ラウンドなどが行われる。
8月7日、沖縄市議会で建設工事の請負契約変更議案を全会一致で可決。総事業費は予定金額より約2億8000万円増額し、約162億3000万円となった。また、台風に伴う建設資材の遅れなどを踏まえ、2021年3月までの完成が決まった。

### 2021年
4月10日から5月末まで「プレオープニングイベント」を開催。6月からの本格稼働開始前に、B.LEAGUE 2020-21シーズンにおける、琉球ゴールデンキングスのホームゲームを実施。さらにチャンピオンシップに関し、ホーム開催権を獲得した場合には、沖縄アリーナで開催することになっている。
その後、4月10日、11日のBリーグ公式戦の開催中止を4月1日に発表。試合に代わる代替イベントとして、4月11日に「Our First Games」を開催した。

### 2023年
8月25日から9月3日まで、2023年FIBAバスケットボール・ワールドカップ1次ラウンドの会場として開催。

### 2024年
1月12日・13日・14日、『B.LEAGUE ALL STAR GAME WEEKEND 2024 IN OKINAWA』を開催。2022年に開催を予定していたが、新型コロナウイルス感染拡大に伴い、開催が中止されていた。
11月12日、アリーナの指定管理者が「沖縄アリーナ株式会社」に再度決定。期間は、2025年4月1日から2030年3月31日までとなる。

### 2025年
3月29日、B.LEAGUE 琉球対群馬にて、ネーミングライツ契約に基づく記者会見および記念セレモニーを実施した。

## 施設命名権
| 命名権による呼称       | 契約企業       | 契約料年額（万円） | 契約期間                   |
| ---------------------- | -------------- | ------------------ | -------------------------- |
| 沖縄サントリーアリーナ | 沖縄サントリー | 5,000              | 2025年2月1日-2028年1月31日 |

### 沖縄サントリーアリーナ
2024年12月25日、沖縄市は琉球ゴールデンキングスのオフィシャルパートナー企業である、沖縄サントリー株式会社との間で沖縄アリーナの施設命名権契約を締結。2025年2月1日から施設愛称名が「沖縄サントリーアリーナ」に変更となった。契約期間は2028年1月31日までで、契約料は年額5,000万円と発表されている。

## 使用チーム
- 琉球ゴールデンキングス（B.LEAGUE）
- 琉球アスティーダ（Tリーグ）

## 主な大会・イベント実績

### スポーツ

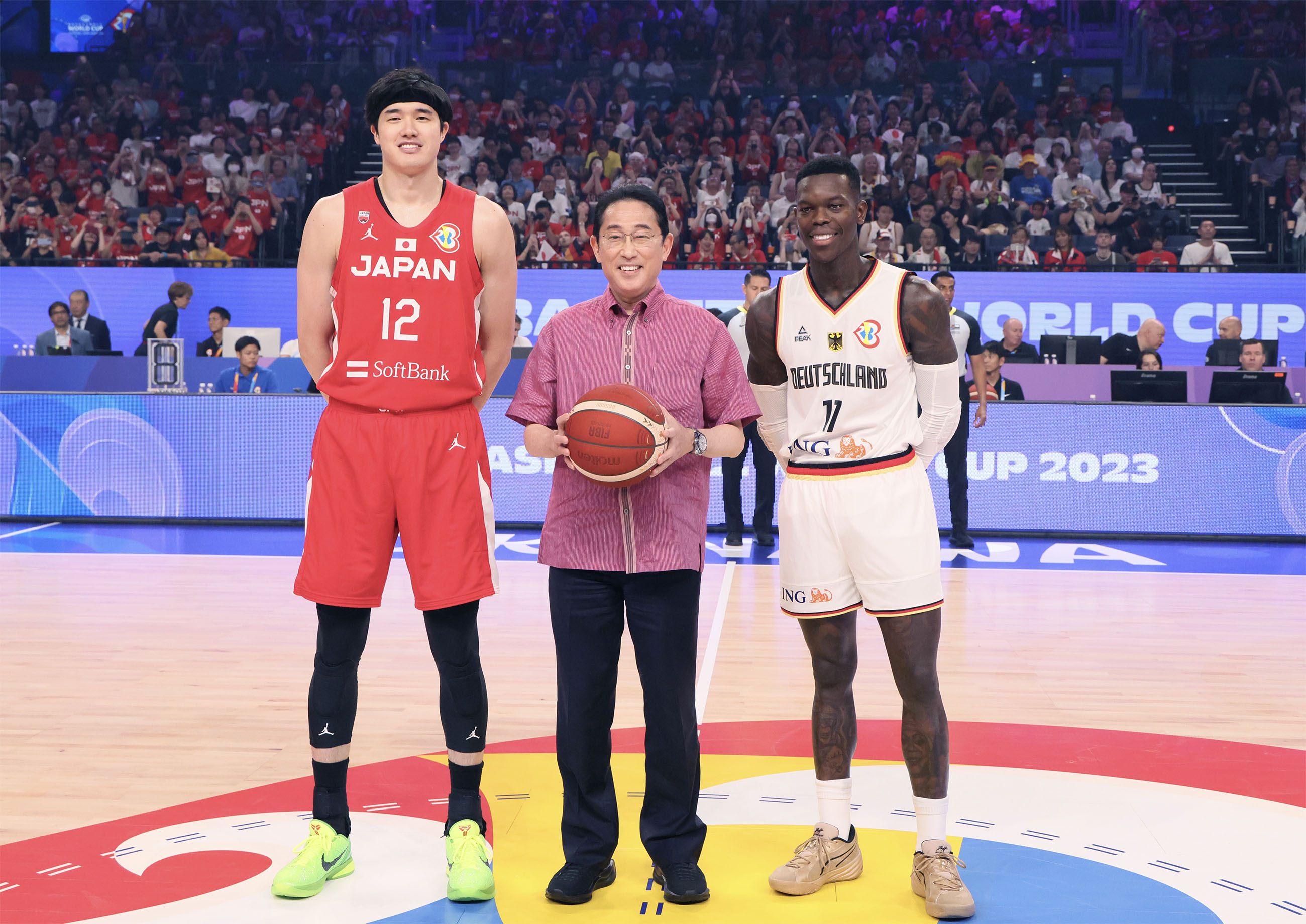
2023年FIBAバスケットボール・ワールドカップ 試合前

- 2023年FIBAバスケットボール・ワールドカップ
  - 1次ラウンド（グループE、グループF）、2次ラウンド（グループK）、17-32位決定ラウンド（グループO）。
- 総合格闘技興行（RIZIN）
- B.LEAGUE ALL STAR GAME WEEKEND 2024 IN OKINAWA（2024年）[35]
- 令和6年冬巡業 沖縄市市制施行50周年記念 大相撲沖縄場所（2024年）[41]
- 大樹生命Wリーグ2024-25（2025年）[42]

### イベント
- ONE MONTH TO GO FESTIVAL IN OKINAWA（2023年）[43]
- オキナワモーターショー（2023年[44]、2024年[45]）
- OKINAWA COLLECTION 2024（2024年[46]、2025年[47]）
- サンリオキャラクターフェス（2024年）[48]
- 日米音楽交流合同コンサート in OKINAWA ARENA 〜いちゃりばちょーでー〜（2024年）[49]
- 沖縄アリーナプレゼンツ 松平健、コロッケ エンタメ魂スペシャル（2025年）[50]
- スペシャルマーチングバンドフェスティバル in 沖縄（2025年）[51]
- AFRO JAM FESTIVAL 2025 OKINAWA（2025年）[52]

### 音楽ライブ
- あいみょん（2022年、2025年[53]）
- B'z（2022年）
- 小田和正（2022年、2025年[54]）
- ケツメイシ（2022年）
- 乃木坂46（2023年）
- DREAMS COME TRUE（2023年、2025年[55]）
- back number（2024年）[56]
- サザンオールスターズ（2025年）[57]
- 星野源（2025年）[58]
- THE IDOLM@STER CINDERELLA GIRLS 10th ANNIVERSARY TOUR（2025年）[59]
- KAWAII LAB.SESSION in OKINAWA（2025年）[60]